# Theobald von Zollikofer
Theobald von Zollikofer (* 1828 in St. Gallen; † 19. Oktober 1862 in Graz) war ein Schweizer Geologe.
Zollikofer stammte aus der angesehenen Schweizer Familie Zollikofer von Altenklingen und studierte zunächst ab 1849 an der Ludwig-Maximilians-Universität München um Ingenieur zu werden, wobei er sich besonders mit Mathematik befasste. 1851 wechselte er an die Akademie von Lausanne, wo er sich unter dem Einfluss von Adolph von Morlot (1820–1867) der Geologie zuwandte. Einige Zeit war er Hauslehrer bei einer begüterten Familie in Italien mit Besitz in der Lombardei und Venedig und erkundete die Geologie der Po-Ebene und der lombardischen Alpen. 1857 war er wieder in Lausanne und wurde Begehungskommissar des geognostisch-montanistischen Vereins der Steiermark (ein Posten, den zuvor sein Lehrer Morlot innehatte). Er veröffentlichte insbesondere über die Geologie der Untersteiermark und kartierte dort. 1861 wurde er nach Genf berufen, um neben Carl Vogt Vorlesungen zu halten. Bei der Rückkehr in die Steiermark erkrankte er und starb bald darauf.